# 諾爾馬爾姆
诺尔马尔姆是瑞典首都斯德哥爾摩的一個區，位於斯德哥爾摩市中心。2014年，諾馬爾姆有人口69,592人，面積4.95 km²。

## 名称
“诺尔马尔姆”（Norrmalm）一名在瑞典语中意为“北区”，其中“诺尔”（Norr）意为“北”，而“马尔姆”（malm）指市中心以外的地区，其出现于瑞典和芬兰的几个城市的辖区中。